# موسی دومبیا (بازیکن فوتبال، زاده ۱۹۸۹)
موسی دومبیا (انگلیسی: Moussa Doumbia؛ زادهٔ ۴ آوریل ۱۹۸۹) بازیکن فوتبال اهل بورکینافاسو است.
از باشگاه‌هایی که در آن بازی کرده است می‌توان به باشگاه فوتبال لو مان اشاره کرد.
وی همچنین در تیم ملی فوتبال بورکینافاسو بازی کرده است.